# Championnat d'Allemagne de rugby à XV 2006-2007
Navigation
1. Bundesliga 2005-2006 1. Bundesliga 2007-2008
Le championnat d'Allemagne de rugby à XV 2006-2007 ou 1. Bundesliga 2006-2007 est une compétition de rugby à XV qui oppose les 8 meilleurs clubs allemands. La compétition commence à l'été 2006 et se termine par une finale le 12 mai 2007. 
La 1re phase de la compétition se déroule de l'été à l'automne 2006, reprend au printemps 2007 et est suivie d'une finale.

## Équipes participantes
Les huit équipes qualifiées pour le Meisterschaftrunde sont les suivantes :
1. Bundesliga Nord/Est
- DRC Hannover
- DSV 1878/08 Ricklingen
- Berlin RC

1. Bundesliga Sud/Ouest
- RG Heidelberg
- TSV Handschuhsheim
- SC Neuenheim
- Heidelberger RK
- SC 1880 Frankfurt

## Meisterschaftrunde
| Rang | Club                   | J  | V | N | D | Bo | Bd | Pm  | Pe  | Diff | Pts |
| ---- | ---------------------- | -- | - | - | - | -- | -- | --- | --- | ---- | --- |
| 1    | SC 1880 Frankfurt      | 14 | 9 | 0 | 5 | 3  | 0  | 648 | 135 | +513 | 39  |
| 2    | RG Heidelberg (T)      | 14 | 8 | 0 | 6 | 2  | 0  | 404 | 199 | +205 | 34  |
| 3    | DRC Hannover           | 14 | 8 | 0 | 6 | 0  | 0  | 308 | 231 | +77  | 32  |
| 4    | SC Neuenheim           | 14 | 7 | 0 | 7 | 3  | 0  | 270 | 200 | +70  | 31  |
| 5    | Berlin RC              | 14 | 6 | 0 | 8 | 2  | 0  | 302 | 282 | +20  | 26  |
| 6    | TSV Handschuhsheim     | 14 | 6 | 0 | 8 | 0  | 0  | 204 | 278 | -74  | 24  |
| 7    | Heidelberger RK        | 12 | 4 | 0 | 8 | 3  | 0  | 194 | 516 | -322 | 19  |
| 8    | DSV 1878/08 Ricklingen | 12 | 4 | 0 | 8 | 0  | 0  | 172 | 661 | -489 | 16  |

|  | Qualifiés pour la finale (no 1, no 2). |
|  | Relégué (no 8).                        |
|  | T : tenant du titre                    |

Attribution des points : victoire sur tapis vert : 5, victoire : 4, match nul : 2, défaite : 0, forfait : -2 ; plus les bonus (offensif : 4 essais marqués ; défensif : défaite par 7 points d'écart ou moins).

## Finale
| 12 mai 2007 | RG Heidelberg | 23 - 15 | SC 1880 Frankfurt | Francfort Arbitre : Gabbei |
| 12 mai 2007 |               |         |                   | Francfort Arbitre : Gabbei |
| 12 mai 2007 |               |         |                   | Francfort Arbitre : Gabbei |